# رومين ويندينج
رومين ويندينج (بالفرنسية: Romain Winding)‏ (و. 1951 – م) هو مصور سينمائي من فرنسا. ولد في بولون-بيانكور.

## وصلات خارجية
- رومين ويندينج على موقع IMDb (الإنجليزية)
- رومين ويندينج على موقع قاعدة بيانات الأفلام العربية
- رومين ويندينج على موقع ألو سيني (الفرنسية)
- رومين ويندينج على موقع أول موفي (الإنجليزية)
- رومين ويندينج على موقع قاعدة بيانات الأفلام السويدية (السويدية)
- رومين ويندينج على موقع ديسكوغز (الإنجليزية)
- رومين ويندينج على موقع قاعدة بيانات الفيلم (الإنجليزية)
- رومين ويندينج على موقع كينوبويسك (الروسية)